# Harri Hänninen
Harri Hänninen (Helsínquia, 18 de outubro de 1963) é um atleta de corridas de longa distância aposentado que se especializou na maratona.